# Systropus sanguineus
Systropus sanguineus är en tvåvingeart som beskrevs av Mario Bezzi 1921. Systropus sanguineus ingår i släktet Systropus och familjen svävflugor. Inga underarter finns listade i Catalogue of Life.